# 蒋世仰
蒋世仰（1936年—），男，四川华蓥人，中国天体物理学家，曾任中国科学院北京天文台研究员、博士生导师，中国天文学会理事。